# Delio Onnis
Delio Onnis, né le 24 mars 1948 à Giuliano di Roma (Italie), est un footballeur italo-argentin devenu entraîneur.
Onnis est le meilleur buteur de l'histoire du championnat de France de Première Division avec 299 buts.

## Biographie

### Les débuts en Argentine
Né en Italie, Delio Onnis grandit cependant avec ses parents italiens en Argentine, ce qui lui vaut d'être naturalisé argentin,. Il intègre à 15 ans le Club Almagro, dont l'équipe première évolue en deuxième division argentine. À 20 ans, il rejoint un des plus grands clubs argentins, le Gimnasia, où il inscrit en trois saisons 53 buts en 95 matchs de championnat. Il est alors repéré par de nombreux clubs européens.

### Une légende du championnat de France

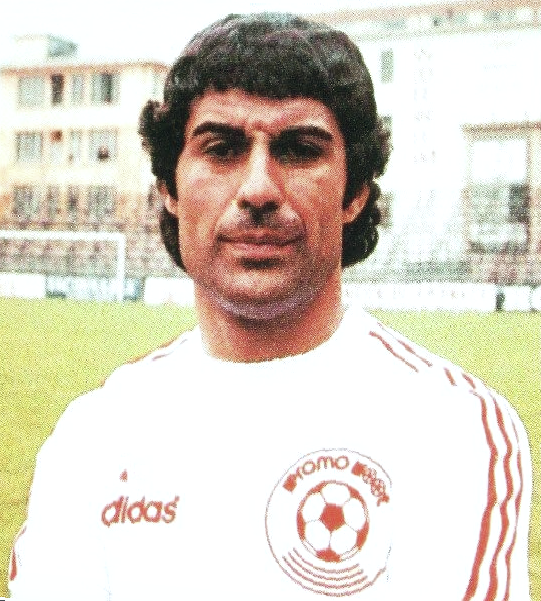
Delio Onnis en 1978.

Le Stade de Reims, qui souhaite renouer avec ses heures glorieuses, obtient son recrutement en 1971. À Reims, Onnis ne parvient pas totalement à s'exprimer, mais il trouve tout de même le moyen d'inscrire 39 buts en deux saisons de première division, dans une équipe de milieu de tableau. Il rejoint en 1973 un autre club à la recherche d'un buteur, l'AS Monaco. 
Onnis va laisser une empreinte indélébile dans l'histoire du club princier. Il devient le meilleur buteur de l'histoire avec 223 buts toutes compétitions confondues, pour environ 280 matchs. Alors qu'il est l'un des meilleurs buteurs du championnat, il reste au club malgré la relégation de 1976. Auteur de 30 buts en D2, il permet au club de remonter immédiatement et remporte sur le Rocher le Championnat de France en 1978 et la Coupe de France en 1980. À titre personnel, il termine meilleur buteur de Division 1 en 1975 et 1980. 
En conflit avec le président Campora, il quitte le Rocher pour le FC Tours à l'été 1980, tout juste promu en D1. Meilleur buteur du championnat en 1981 et 1982, Onnis contribue très activement au maintien du club lors des deux premières saisons (notamment en inscrivant deux des trois buts de son équipe lors des matchs de barrage de relégation face au Toulouse FC en 1980). Blessé lors de sa troisième saison sur les bords de Loire, il ne peut cette fois empêcher la descente du club et rejoint le Sporting Club de Toulon à l'intersaison. Avec lui, le club tourangeau a atteint les demi-finales de la Coupe de France à deux reprises, en 1982 et en 1983 et il s'agit toujours, quarante ans plus tard, des deux meilleures performances du club dans la compétition.
Meilleur buteur du championnat en 1984 (à 36 ans), il réalise deux saisons pleines dans le Sud dans l'équipe de Toulon qui termine à la 6e place en 1985, avant qu'une nouvelle blessure ne l'oblige à arrêter sa carrière lors de la saison 1985-1986.
En 2022, le magazine So Foot le classe à la 1re place de son top 1000 des meilleurs joueurs du championnat de France.

### Absence de consécration internationale
Considéré comme un joueur d'exception en France, Onnis n'a qu'un maigre palmarès eu égard à son talent. Loin de l'Argentine et concurrencé en équipe nationale par des joueurs tels que Maradona, Kempes ou encore Bianchi, Onnis n'a jamais été sélectionné en équipe d'Argentine. Né près de Rome, il n'a jamais non plus été appelé par l'Italie.
Il se reconvertit un temps superviseur en Argentine pour l'AS Monaco, puis entraîneur de Toulon et du Paris FC. Il s'installe par la suite à Monaco.

## Style de jeu
Véritable « renard des surfaces », Delio Onnis est connu pour son opportunisme, capable de profiter du moindre ballon traînant devant le but. Malgré une vivacité et une technique de balle ordinaire, il parvient par son placement, son sens du jeu et sa puissance à se trouver régulièrement en position de marquer, et à convertir de nombreuses occasions.

## Statistiques
| Saison                | Club                  | Championnat           | Championnat | Championnat | Coupe(s) nationale(s) | Coupe(s) nationale(s) | Compétition(s) continentale(s) | Compétition(s) continentale(s) | Compétition(s) continentale(s) | Total | Total |
| Saison                | Club                  | Division              | M.          | B.          | M.                    | B.                    | Comp.                          | M.                             | B.                             | M.    | B.    |
| 1966                  | Club Almagro          | D2                    | 6           | 2           | -                     | -                     | -                              | -                              | -                              | 6     | 2     |
| 1967                  | Club Almagro          | D2                    | 6           | 0           | -                     | -                     | -                              | -                              | -                              | 6     | 0     |
| 1968                  | Club Almagro          | D2                    | 14          | 10          | -                     | -                     | -                              | -                              | -                              | 14    | 10    |
| 1968                  | Club Almagro          | Rec.                  | 18          | 11          | -                     | -                     | -                              | -                              | -                              | 18    | 11    |
| Sous-total            | Sous-total            | Sous-total            | 44          | 23          | -                     | -                     | -                              | -                              | -                              | 44    | 23    |
| 1969                  | GyE La Plata          | D1-M                  | 20          | 6           | 2                     | 3                     | -                              | -                              | -                              | 22    | 9     |
| 1969                  | GyE La Plata          | Rec.                  | 16          | 11          | -                     | -                     | -                              | -                              | -                              | 16    | 11    |
| 1970                  | GyE La Plata          | D1-M                  | 18          | 12          | 2                     | 1                     | -                              | -                              | -                              | 20    | 13    |
| 1970                  | GyE La Plata          | D1-N                  | 19          | 16          | -                     | -                     | -                              | -                              | -                              | 19    | 16    |
| 1971                  | GyE La Plata          | D1-M                  | 25          | 9           | -                     | -                     | -                              | -                              | -                              | 25    | 9     |
| Sous-total            | Sous-total            | Sous-total            | 98          | 54          | 4                     | 4                     | -                              | -                              | -                              | 102   | 58    |
| 1971-1972             | Stade de Reims        | D1                    | 32          | 22          | 8                     | 4                     | -                              | -                              | -                              | 40    | 26    |
| 1972-1973             | Stade de Reims        | D1                    | 33          | 17          | 3                     | 2                     | -                              | -                              | -                              | 36    | 19    |
| Sous-total            | Sous-total            | Sous-total            | 65          | 39          | 11                    | 6                     | -                              | -                              | -                              | 76    | 45    |
| 1973-1974             | AS Monaco             | D1                    | 31          | 26          | 9                     | 10                    | -                              | -                              | -                              | 40    | 36    |
| 1974-1975             | AS Monaco             | D1                    | 37          | 30          | 1                     | 0                     | C2                             | 2                              | 1                              | 40    | 31    |
| 1975-1976             | AS Monaco             | D1                    | 33          | 29          | 1                     | 0                     | -                              | -                              | -                              | 34    | 29    |
| 1976-1977             | AS Monaco             | D2                    | 31          | 30          | 6                     | 4                     | -                              | -                              | -                              | 37    | 34    |
| 1977-1978             | AS Monaco             | D1                    | 35          | 29          | 9                     | 8                     | -                              | -                              | -                              | 44    | 37    |
| 1978-1979             | AS Monaco             | D1                    | 34          | 22          | 5                     | 3                     | C1                             | 3                              | 1                              | 42    | 26    |
| 1979-1980             | AS Monaco             | D1                    | 30          | 21          | 7                     | 5                     | C3                             | 4                              | 4                              | 41    | 30    |
| Sous-total            | Sous-total            | Sous-total            | 231         | 187         | 38                    | 30                    | -                              | 9                              | 6                              | 278   | 223   |
| 1980-1981             | FC Tours              | D1                    | 38          | 24          | 5                     | 3                     | -                              | -                              | -                              | 43    | 27    |
| 1981-1982             | FC Tours              | D1                    | 38          | 29          | 7                     | 5                     | -                              | -                              | -                              | 45    | 34    |
| 1982-1983             | FC Tours              | D1                    | 34          | 11          | 7                     | 1                     | -                              | -                              | -                              | 41    | 12    |
| Sous-total            | Sous-total            | Sous-total            | 110         | 64          | 19                    | 9                     | -                              | -                              | -                              | 129   | 73    |
| 1983-1984             | SC Toulon             | D1                    | 36          | 21          | 5                     | 1                     | -                              | -                              | -                              | 41    | 22    |
| 1984-1985             | SC Toulon             | D1                    | 30          | 17          | 1                     | 0                     | -                              | -                              | -                              | 31    | 17    |
| 1985-1986             | SC Toulon             | D1                    | 8           | 1           | 1                     | 0                     | -                              | -                              | -                              | 9     | 1     |
| Sous-total            | Sous-total            | Sous-total            | 74          | 39          | 7                     | 1                     | -                              | -                              | -                              | 81    | 40    |
| Total sur la carrière | Total sur la carrière | Total sur la carrière | 622         | 406         | 79                    | 50                    | -                              | 9                              | 6                              | 710   | 462   |

## Palmarès

### En club
- Champion de France en 1978 avec l'AS Monaco
- Vainqueur de la Coupe de France en 1980 avec l'AS Monaco
- Finaliste de la Coupe de France en 1974 avec l'AS Monaco
- Vice-champion de France de Division 2 en 1977 avec l'AS Monaco

### Distinctions individuelles
- Meilleur buteur du Championnat de France en 1975 (30 buts) et en 1980 (21 buts) avec l'AS Monaco, en 1981 (24 buts) et en 1982 (29 buts) avec le Tours FC et en 1984 (21 buts) avec le SC Toulon
- Meilleur buteur du Championnat de France de Division 2 en 1977 (30 buts) avec l'AS Monaco
- Meilleur buteur de la Coupe de France en 1979  avec l'AS Monaco (8 buts)
- Meilleur buteur de l'histoire du championnat de France de Division 1 avec 299 buts (39 avec Reims, 157 avec Monaco, 64 avec Tours, 39 avec Toulon)[2],[7]
- Meilleur buteur de l'histoire de l'AS Monaco avec 223 buts toutes compétitions confondues